# Africa Cup 1C 2013
La Africa Cup 1C del 2013 se disputó en Yamusukro, capital de Costa de Marfil. Los 9 partidos se desarrollaron en el Institut National Polytechnique.
Cada equipo jugó tres partidos, para luego confeccionar una tabla general. De esta forma, Costa de Marfil finalizó invicto, consagrándose campeón y ascendiendo al nivel 1B en la edición 2014.

## Equipos participantes
- Selección de rugby de Costa de Marfil
- Selección de rugby de Marruecos
- Selección de rugby de Mauricio
- Selección de rugby de Nigeria
- Selección de rugby de Níger
- Selección de rugby de Zambia

## Posiciones
| Pos. | Equipo          | Encuentros | Encuentros | Encuentros | Encuentros | Tantos  | Tantos    | Tantos     | Puntos |
| Pos. | Equipo          | jugados    | ganados    | empatados  | perdidos   | a favor | en contra | diferencia | Puntos |
| ---- | --------------- | ---------- | ---------- | ---------- | ---------- | ------- | --------- | ---------- | ------ |
| 1    | Costa de Marfil | 3          | 3          | 0          | 0          | 178     | 21        | + 157      | 6      |
| 2    | Marruecos       | 3          | 2          | 0          | 1          | 130     | 29        | + 101      | 4      |
| 3    | Nigeria         | 3          | 2          | 0          | 1          | 116     | 51        | + 65       | 4      |
| 4    | Zambia          | 3          | 1          | 0          | 2          | 43      | 142       | - 99       | 2      |
| 5    | Níger           | 3          | 1          | 0          | 2          | 40      | 120       | - 80       | 2      |
| 6    | Mauricio        | 3          | 0          | 0          | 3          | 19      | 163       | - 144      | 0      |

Nota: Se otorgan 4 puntos al equipo que gane un partido y 2 al que empate
Puntos Bonus: 1 punto por convertir 4 tries o más en un partido y 1 al equipo que pierda por no más de 7 tantos de diferencia
|  | Campeón y asciende a Africa Cup 1B 2014 |

## Resultados

### Primera fecha
| 23 de junio | Marruecos | 77 - 3  | Níger |  |  |
|             |           | Reporte |       |  |  |

| 23 de junio | Costa de Marfil | 77 - 3  | Zambia |  |  |
|             |                 | Reporte |        |  |  |

| 23 de junio | Nigeria | 63 - 3  | Mauricio |  |  |
|             |         | Reporte |          |  |  |

### Segunda fecha
| 26 de junio | Costa de Marfil | 83 - 3  | Mauricio |  |  |
|             |                 | Reporte |          |  |  |

| 26 de junio | Marruecos | 38 - 8  | Nigeria |  |  |
|             |           | Reporte |         |  |  |

| 26 de junio | Zambia | 30 - 20 | Níger |  |  |
|             |        | Reporte |       |  |  |

### Tercera fecha
| 29 de junio | Nigeria | 45 - 10 | Zambia |  |  |
|             |         | Reporte |        |  |  |

| 29 de junio | Costa de Marfil | 18 - 15 | Marruecos |  |  |
|             |                 | Reporte |           |  |  |

| 29 de junio | Mauricio | 13 - 17 | Níger |  |  |
|             |          | Reporte |       |  |  |

| Bandera de Costa de Marfil               |
| Campeón de Africa Cup 1C Costa de Marfil |
| Primer título                            |